# Lättvikt i boxning vid olympiska sommarspelen 1984
Resultat från boxning vid olympiska sommarspelen 1984 och herrarnas lättvikt. De 40 boxarna vägde under 60 kg. Tävlingarna arrangerades i Los Angeles.

## Medaljörer
| Klass    | Guld                   | Silver                   | Brons                          |
| Lättvikt | Pernell Whitaker · USA | Luis Ortiz · Puerto Rico | Chun Chil-Sung · Sydkorea      |
| Lättvikt | Pernell Whitaker · USA | Luis Ortiz · Puerto Rico | Martin Ndongo-Ebanga · Kamerun |

## Resultat

### Första rundan
| Vinnare                  | Resultat      | Förlorare             |
| Första rundan            | Första rundan | Första rundan         |
| ------------------------ | ------------- | --------------------- |
| Christopher Ossai (NGR)  | 5-0           | Zan Latt (BUR)        |
| Angel Beltre (DOM)       | 5-0           | Dal Ranamagar (NEP)   |
| Leopoldo Cantancio (PHI) | 5-0           | Solomon Kondowa (MAW) |
| Dar Kamran (PAK)         | 5-0           | Shlomo Niazov (ISR)   |
| Chun Chil-Sung (KOR)     | 3-2           | Patrick Waweru (KEN)  |
| Slobodan Pavlović (YUG)  | 3-2           | Luciano Solis (MEX)   |
| Renato Cornett (AUS)     | 4-1           | Viorel Ioana (ROU)    |
| Hernán Guttierez (COL)   | 5-0           | Mustafa Fadli (MAR)   |

### Andra rundan
| Vinnare                     | Resultat     | Förlorare                 |
| Andra rundan                | Andra rundan | Andra rundan              |
| --------------------------- | ------------ | ------------------------- |
| José Antonio Hernando (ESP) | 5-0          | Jean-Claude Labonte (SEY) |
| Douglas Odane (GHA)         | RSC-3        | Dieudonne Kossi (CAF)     |
| Luis Ortiz (PUR)            | KO-2         | Buala Sakul (THA)         |
| Alex Dickson (GBR)          | 5-0          | Desire Ollo (GAB)         |
| Gordon Carew (GUY)          | 5-0          | André Kimbu (ZAI)         |
| Martin N'Dongo (CMR)        | RSC-2        | Shadrach Odhiambo (SWE)   |
| Fahri Sumer (TUR)           | 5-0          | Fofana Bakary (CIV)       |
| Jaineck Chinyanta (ZAM)     | RSC-2        | Errol Phillip (GRN)       |
| Geoffrey Nyeko (UGA)        | 5-0          | Ama Sodogah (TOG)         |
| Pernell Whitaker (USA)      | 5-0          | Adolfo Mendez (NIC)       |
| Reiner Gies (FRG)           | 4-1          | Samir Khenyab (IRQ)       |
| John Kalbhenn (CAN)         | RSC-1        | Wilson Randrinasolo (MAD) |
| Christopher Ossai (NGR)     | RSC-2        | Angel Beltre (DOM)        |
| Leopoldo Cantancio (PHI)    | 5-0          | Dar Kamran (PAK)          |
| Chun Chil-Sung (KOR)        | 4-1          | Slobodan Pavlović (YUG)   |
| Renato Cornett (AUS)        | 5-0          | Hernán Guttierez (COL)    |

### Tredje rundan
| Vinnare                     | Resultat      | Förlorare               |
| Tredje rundan               | Tredje rundan | Tredje rundan           |
| --------------------------- | ------------- | ----------------------- |
| José Antonio Hernando (ESP) | 5-0           | Douglas Odane (GHA)     |
| Luis Ortiz (PUR)            | KO-2          | Alex Dickson (GBR)      |
| Martin N'Dongo (CMR)        | KO-2          | Gordon Carew (GUY)      |
| Fahri Sumer (TUR)           | 5-0           | Jaineck Chinyanta (ZAM) |
| Pernell Whitaker (USA)      | 5-0           | Geoffrey Nyeko (UGA)    |
| Reiner Gies (FRG)           | 5-0           | John Kalbhenn (CAN)     |
| Leopoldo Cantancio (PHI)    | 5-0           | Christopher Ossai (NGR) |
| Chun Chil-Sung (KOR)        | 4-1           | Renato Cornett (AUS)    |

### Kvartsfinaler
| Vinnare                | Resultat      | Förlorare                   |
| Kvartsfinaler          | Kvartsfinaler | Kvartsfinaler               |
| ---------------------- | ------------- | --------------------------- |
| Luis Ortiz (PUR)       | 5-0           | José Antonio Hernando (ESP) |
| Martin N'Dongo (CMR)   | 4-1           | Fahri Sumer (TUR)           |
| Pernell Whitaker (USA) | 5-0           | Reiner Gies (FRG)           |
| Chun Chil-Sung (KOR)   | RSC-3         | Leopoldo Cantancio (PHI)    |

### Semifinaler
| Vinnare                | Resultat    | Förlorare            |
| Semifinaler            | Semifinaler | Semifinaler          |
| ---------------------- | ----------- | -------------------- |
| Luis Ortiz (PUR)       | 3-2         | Martin N'Dongo (CMR) |
| Pernell Whitaker (USA) | 5-0         | Chun Chil-Sung (KOR) |

### Final
| Vinnare                | Resultat | Förlorare        |
| Final                  | Final    | Final            |
| ---------------------- | -------- | ---------------- |
| Pernell Whitaker (USA) | AB-2     | Luis Ortiz (PUR) |